# St Margaret South Elmham
St Margaret South Elmham est un village et une paroisse civile du Suffolk, en Angleterre.